# Apuestas en línea

Imagen de una variedad de juegos de apuestas visualmente similares para representar un casino.

Apuestas en línea (o Apuestas online) es cualquier clase del juego de apuestas conducido en el internet. Esto incluye póquer, los casinos y apuestas deportivas. El primer sitio online de apuestas que abrió al público general, vendía boletos de lotería para la Lotería Internacional de Liechtenstein en octubre de 1994. Hoy el mercado vale alrededor de $ 40 mil millones globalmente cada año, según varias estimaciones.
Muchos países restringen o prohíben juego en línea. Aun así es legal en algunos estados de los Estados Unidos, algunas provincias en Canadá, la mayoría de países de la Unión Europea y varias naciones en el Caribe.[cita requerida]
En muchos mercados legales, proveedores de servicio de juego online requieren por ley para tener alguna forma de licencia si desean proporcionar servicios o anunciarse al público. Por ejemplo, la Comisión de Apuestas del Reino Unido o la Mesa de control de apuestas de Pennsylvania en los Estados Unidos.
Muchos casinos y compañías de apuestas en línea las compañías alrededor del mundo escogen basarse en los paraísos fiscales cercanos a sus mercados principales. Estos destinos incluyen Gibraltar, Malta y Alderney en Europa, y en Asia, la Región Administrativa Especial de Macao hace mucho tiempo se consideró un paraíso fiscal y una famosa base para operadores de juego en la región. Aun así, en 2018 la UE sacó Macao de su lista de negra de paraísos fiscales.

## Historia
En 1994, Antigua y Barbuda pasó el Acto de Procesamiento y de Comercio Libre, permitiendo a las organizaciones obtener una licencia para abrir casinos en línea. Antes de los casinos en línea, el primer software plenamente funcional de apuestas estuvo desarrollado por Microgaming, una compañía de software basada en la Isla de Man. Este estuvo asegurado con el software desarrollado por CryptoLogic, una compañía de software de seguridad en línea. Las transacciones seguras se volvieron viables; esto llevó a la creación de los primeros casinos en línea en 1994.
En 1996 se estableció la Comisión de apuestas de Kahnawake, el cual reguló las apuestas en línea del el territorio Mohawk de Kahnawake y emitió licencias para apuestas a muchos casinos y sitios de póquer en línea del mundo. Esto en un intento de mantener las operaciones de organizaciones de apuestas en línea justas y transparentes.
A finales de la década de 1990, las apuestas en línea ganaron popularidad; había sólo quince sitios web de juego en 1996, pero que había aumentado a 200 sitios web al año siguiente. Un informe publicado por Frost & Sullivan reveló que ingresos de las apuestas en línea habían superado los $ 30 millones de dólares sólo en 1998. En el mismo año la primera habitación de póquer en línea fue introducida. Pronto después en 1999, la Acta de Prohibición de Apuestas de Internet fue introducida en el Senado de Estados Unidos;  y significaría que ninguna compañía podría ofrecer cualquier producto de apuestas en línea a cualquier ciudadano estadounidense. Pero no fue aprobada. Las apuestas multijugador en línea también fueron introducidas en 1999.
En el 2000, Gobierno Federal australiano pasó el Acta Moratoria de Apuestas Interactivas, haciendo ilegal cualquier casino en línea no autorizado y operativo antes de mayo del 2000. Esto significó que el casino Lasseter Online se volvió el único casino en línea  capaz de operar legalmente en Australia; y aun así, no pueden tomar apuestas de ciudadanos australianos.
Para 2001, el número estimado de personas que había participado en apuestas en línea aumentó a 8 millones, y el crecimiento continuó, a pesar de continuar retos legales contra las apuestas en línea.
En 2008, H2 Capital apuestas estimó en todo el mundo ingresos del juego en línea en $ 21 mil millones.
En 2016, Statista pronosticó que el mercado de juego en línea lograría llegar a los 45.86 mil millones de dólares, creciendo a 56.05 mil millones de dólares en 2018.

## Formas de Juego en Línea
Las apuestas se han convertido en uno de los negocios más populares y lucrativos en internet. En 2007, la Comisión de Apuestas del Reino Unido declaró que la industria del juego había alcanzado un volumen de negocios de más de 84 mil millones de libras. Esto se debe en parte a la amplia gama de opciones de juego disponibles para muchos tipos de personas. Un artículo de Darren R. Christensen, Nicki A. Dowling, Alun C. Jackson y Shane A. Thomas mencionó que una encuesta realizada en Australia mostró que las formas más comunes de juego eran las loterías (46,5%), el keno (24,3%), los boletos de rasca y gana instantáneos (24,3%) y las máquinas de juego electrónicas (20,5%). Los sitios de apuestas en línea también comenzaron a contratar a celebridades como embajadores de sus marcas, incluyendo a Mike Tyson, Cristiano Ronaldo, Conor McGregor y Peter Crouch.

### Póker
Las mesas de póquer en línea ofrecen comúnmente juegos como Texas hold 'em, Omaha hold 'em, siete cartas stud, razz, HORSE y otros tipos de juegos tanto en estructuras de torneo como en juegos por dinero.

### Casinos
Hay un gran número de casinos en línea donde las personas pueden jugar juegos como la ruleta, el blackjack, el pachinko, el baccarat y muchos otros. Estos juegos se juegan contra la "casa", que gana dinero porque las probabilidades están a su favor.

### Apuestas Deportivas
Las apuestas deportivas son la actividad de predecir resultados deportivos y colocar una apuesta en el resultado. Usualmente, la apuesta es en forma de dinero.
Muchos sitios de apuestas deportivas en línea ofrecen apuestas en juego, una característica que permite al usuario apostar mientras el evento está en progreso. Un beneficio de las apuestas en juego en vivo es que hay muchos más mercados. Por ejemplo, en fútbol asociación, un usuario podría apostar por qué jugador recibirá la próxima tarjeta amarilla, o qué equipo recibirá el próximo saque de esquina.
Además de las apuestas en juego, existen diversas modalidades de apuestas deportivas, como las apuestas simples, combinadas y de sistema, cada una con diferentes niveles de complejidad y riesgo. Las apuestas simples consisten en apostar sobre un único evento, mientras que las apuestas combinadas implican múltiples selecciones en un solo boleto, lo que aumenta tanto el riesgo como la posible ganancia. Por otro lado, las apuestas de sistema permiten al apostador combinar diferentes selecciones con una mayor probabilidad de obtener algún beneficio, incluso si no se aciertan todas las predicciones.

### Bingo
El bingo es el juego de bingo (EE. UU.|Reino Unido) jugado por internet.

### Loterías
La mayoría de las loterías son operadas por gobiernos y están fuertemente protegidas de la competencia debido a su capacidad de generar grandes flujos de efectivo imponibles. Las primeras loterías en línea fueron operadas por individuos privados o empresas y autorizadas para operar por pequeños países. La mayoría de las loterías en línea privadas han dejado de operar ya que los gobiernos han aprobado nuevas leyes otorgándose a sí mismos y a sus propias loterías una mayor protección. Las loterías controladas por el gobierno ahora ofrecen sus juegos en línea.

### Lotería Nacional del Reino Unido
La Lotería Nacional del Reino Unido fue iniciada en 1994 y es operada por el Grupo Camelot. Alrededor del 70% de los adultos del Reino Unido juegan a la Lotería Nacional regularmente, haciendo que las ventas anuales promedio superen los 5 mil millones de libras, excepto en el año 2000-2001 donde las ventas cayeron justo por debajo de eso. En sus primeros 17 años, ha creado más de 2,800 millonarios.

### Apuestas en Carreras de Caballos
Las apuestas en carreras de caballos comprenden un porcentaje significativo de las apuestas de juego en línea y todos los principales corredores de apuestas por internet, casas de apuestas y libros deportivos ofrecen una amplia variedad de mercados de apuestas en carreras de caballos.
Las apuestas en carreras de caballos utilizando métodos en línea a través de líneas estatales son legales en varios estados de Estados Unidos. En 2006, la NTRA y varias organizaciones religiosas hicieron lobby en apoyo de una ley en el Congreso destinada a limitar el juego en línea. Algunos críticos de la ley argumentaron que la exención de las apuestas en carreras de caballos era una laguna injusta. En respuesta, la NTRA dijo que la exención era "un reconocimiento de la ley federal existente", no un desarrollo nuevo. Las apuestas interestatales en carreras de caballos se legalizaron por primera vez bajo la Ley de Carreras de Caballos Interestatales escrita en 1978. El proyecto de ley fue reescrito a principios de la década de 2000 para incluir Internet en sitios de circuito cerrado, incluyendo carreras simultáneas, en comparación con simplemente teléfonos u otras formas de comunicación.

### Juego Móvil
El juego móvil se refiere a jugar juegos de azar o habilidad por dinero utilizando un dispositivo remoto como una tableta, un teléfono inteligente o un teléfono móvil con una conexión a Internet inalámbrica.

### Apuestas con Depósito Previo
Las apuestas con depósito previo (ADW, por sus siglas en inglés) son una forma de juego en el resultado de carreras de caballos en la que el apostador debe financiar su cuenta antes de poder realizar apuestas. ADW se realiza a menudo en línea o por teléfono. A diferencia de las ADW, las tiendas de crédito permiten apuestas sin financiación previa; las cuentas se liquidan al final del mes. Los propietarios de hipódromos, los entrenadores de caballos y los gobiernos estatales a veces reciben una parte de los ingresos de ADW.

### Deportes Virtuales
Los deportes virtuales son juegos electrónicos que generan retroalimentación visual en un dispositivo de visualización. El término "deportes virtuales" a menudo se usa para describir simulaciones de software de deportes utilizadas con fines de apuestas. Algunas casas de apuestas y racinos utilizan este tipo de software porque los clientes suelen apostar más que con los deportes normales.

## Normativa legal

### Argentina
En Argentina, los casinos físicos están regulados y no se consideran ilegales; sin embargo, la situación de los casinos en línea presenta particularidades. La regulación del juego en línea no está establecida por una ley federal, sino que depende de cada una de las 23 provincias y de la Ciudad Autónoma de Buenos Aires. Esto implica que cada jurisdicción tiene la facultad de dictar su propia normativa sobre el juego en línea, autorizando o restringiendo su funcionamiento según criterios locales. Como resultado, los usuarios deben informarse sobre las regulaciones específicas vigentes en su provincia de residencia.

### Antigua y Barbuda
Antigua y Barbuda alberga numerosas empresas dedicadas al juego en línea, muchas de las cuales cotizan en bolsas de valores internacionales, especialmente en la Bolsa de Londres. El país ha adoptado regulaciones compatibles con los estándares británicos, lo que le permitió ser incluido en la "lista blanca" del Reino Unido. Esta inclusión autoriza a las empresas con licencia en Antigua y Barbuda a promocionar sus servicios legalmente en territorio británico.

### Australia
El 28 de junio de 2001, el Gobierno de Australia aprobó la Ley del Juego Interactivo de 2001 (Interactive Gambling Act, IGA), con el objetivo de proteger a la población de los posibles efectos perjudiciales del juego. Esta legislación se aplica a todos los proveedores de servicios de juego interactivo, independientemente de si están establecidos dentro o fuera del país, y sin importar su nacionalidad. La IGA prohíbe la prestación de servicios de juego interactivo a usuarios que se encuentren físicamente en Australia; sin embargo, no penaliza a los residentes que participen en juegos de póquer o casino en línea. Por otro lado, las apuestas deportivas en línea están permitidas y son legales, con numerosos operadores que cuentan con licencias estatales para su funcionamiento.

### Bangladés
El juego está prohibido en Bangladés conforme a diversas leyes, entre ellas la Ley del Juego Público de 1867, la Ley de Prevención del Blanqueo de Capitales, la Ley de Divisas y la Ley de Seguridad Digital. Aunque no existe una legislación específica que regule de manera integral las apuestas en línea, las autoridades realizan con frecuencia redadas contra actividades de juego en internet. En ciertas regiones, se han impuesto restricciones a la televisión por cable para limitar la exposición a las apuestas deportivas en línea.

### Bielorrusia
El juego en línea fue legalizado en Bielorrusia en 2018 mediante el Decreto Presidencial n.º 305, que permitió el inicio de operaciones con licencia a partir de abril de 2019. La legislación establece requisitos estrictos, como la integración obligatoria con un sistema estatal de supervisión, el procesamiento centralizado de pagos y controles rigurosos de cumplimiento normativo. La emisión de licencias y la recaudación de impuestos están a cargo del Ministerio de Impuestos y Tasas de Bielorrusia.

### Francia
El 5 de marzo de 2009, el Gobierno de Francia propuso una reforma legislativa para regular y gravar los juegos de azar en línea. El entonces ministro de Presupuesto, Éric Woerth, señaló que el objetivo era adaptar el mercado francés del juego a la realidad digital, ampliando su alcance de forma regulada. En sus declaraciones, Woerth expresó que, en lugar de intentar bloquear unos 25.000 sitios web, se optaría por otorgar licencias a aquellos operadores que respetaran el orden público y social. No obstante, los intercambios de apuestas (betting exchanges) seguirían estando prohibidos bajo el nuevo marco normativo.

### Alemania
El Tratado Interestatal sobre el Juego, en vigor desde el 1 de enero de 2008, prohibió en Alemania todas las formas de apuestas y juegos de azar en línea, salvo las apuestas en carreras de caballos. Esta normativa generó críticas por parte de la Asociación Europea de Juegos y Apuestas, que solicitó a la Comisión Europea intervenir, argumentando que la legislación alemana infringía las normas del mercado único de la Unión Europea. En 2010, el Tribunal de Justicia de las Comunidades Europeas falló que el sistema de monopolio del juego en Alemania debía ser reformado para permitir mayor liberalización. Schleswig-Holstein fue el único estado federado que introdujo su propia legislación, autorizando el juego en línea. Desde 2012, este estado permite a los operadores de casinos solicitar licencias para ofrecer servicios de juego en línea.

### Kenia
Kenia cuenta con una sólida oferta de servicios de pago por móvil y una creciente clase media.

### Nueva Zelanda
En julio de 2025, Nueva Zelanda legalizó el iGaming y permitió a 15 plataformas online realizar apuestas legales online.

### Nigeria
En Nigeria, las casas de apuestas físicas gozan de gran popularidad, mientras que el juego móvil ha experimentado un crecimiento significativo con la expansión del acceso a Internet. Asimismo, existe una infraestructura bien desarrollada para el envío y la recepción de pagos mediante mensajes SMS.

### Polonia
En diciembre de 2016 se anunció que la modificación de la Ley del Juego de Polonia entraría en vigor el 1 de abril de 2017. Según esta reforma, el juego en línea solo está permitido en plataformas que cuenten con una licencia emitida por el gobierno polaco.

### Rusia
En Rusia, la legislación aprobada en diciembre de 2006 prohíbe por completo los juegos de azar en línea, así como cualquier otra modalidad de juego que utilice tecnologías de telecomunicación.

### Serbia
En Serbia, los casinos en línea están obligados a cumplir con una nueva normativa de certificación de juegos, establecida por las autoridades reguladoras del país.

### Singapore
En 2014, el Parlamento de Singapur introdujo el Proyecto de Ley de Juego Remoto como una medida para restringir el juego en línea en el país. Durante el debate legislativo, la parlamentaria Denise Phua expresó su oposición a la legalización del juego en Singapur.